# メロン漬け
メロン漬け（メロンづけ）とは未熟で甘味のないメロンを主に塩漬けまたは醤油漬け、粕漬けなどにして作られる漬物である。通常は、メロンは1つの木に1つだけ養分を集中させた果実が成るようにするため、他の果実は未熟な早い段階で摘果される。その摘果されたメロンを使って作られることが多く、渥美半島や小豆島、夕張市、静岡県などのメロンの産地では副産物として作られ、売られている。
メロン Cucumis melo はキュウリ属 Cucumis の一種で、日本のウリ（マクワウリやシロウリなど）と同種であり、インド産の原種が西方に伝わって栽培された品種群がメロン、東方に伝わった品種群が瓜（ウリ）と呼ばれる。日本のウリは古くから漬物に利用されており、平城京の長屋王邸跡地で発掘された木簡にも「進物 / 加須津毛蓏 / 醤津毛蓏 / 醤津名我 / 加須津韓奈須比 / 右種四物 / 九月十九日」と読めるものがあり、既に700年代から加須津毛蓏（粕漬け瓜）や醤津毛蓏（醤漬け瓜）という名で存在していたことがわかる。メロンと同じキュウリ属のキュウリも漬物の材料としてよく利用されるが、メロンの場合と同様に普通は未熟なものが使われる。